# Avanti

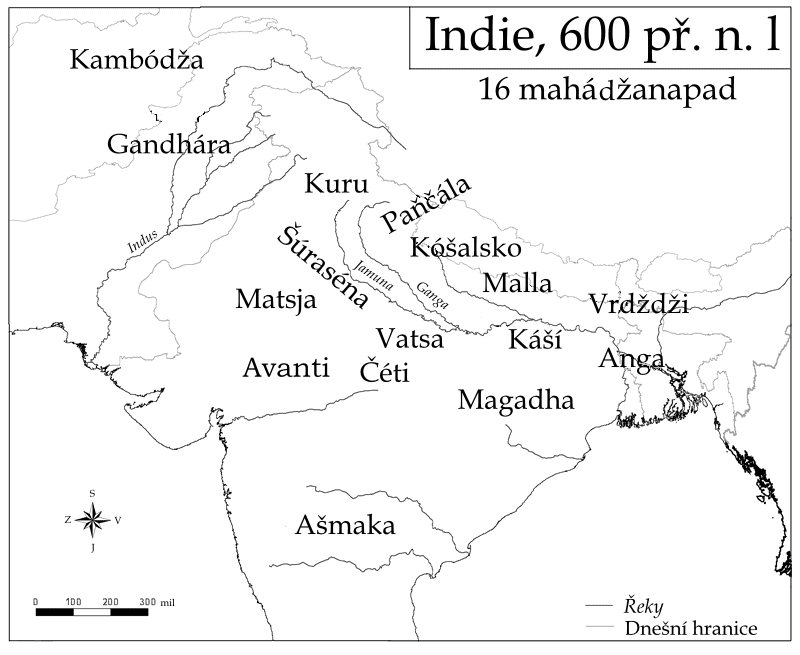
Mapa mahádžanapad včetně Avanti

Avanti bylo malé království ovládané Jádavy, které se v době starověku nacházelo v oblasti Mathury na severu Indického subkontinentu. Území, které království zabíralo, přibližně odpovídá dnešní oblasti Málvy v Madhjapradéši. Hlavní město této země byl Udždžain, dnes hinduistické poutní místo.
Království Avanti bylo rozdělené řekou Vetrávatí na severní a jižní část a patřilo mezi šestnáct mahádžanapad. Ve starověku bylo Avanti důležitým hinduistickým a buddhistickým centrem. Poslední král království Avanti byl Nandivardhana, který byl někdy na přelomu 5. a 4. století př. n. l. poražen králem Šišunágou, zakladatelem Šišunágovské dynastie. Avanti se tak postupně stalo součástí Magadhské říše.